# Li Qian (boksster)
Li Qian (Chinees: 李倩) (Shangqiu, 6 juni 1990) is een boksster uit China. Zij werd olympisch kampioen in de middengewichtklasse op de Olympische Spelen van 2024. Tijdens de Olympische Spelen in 2020 won zij het zilver en in 2016 het brons. Ook won zij goud op de Wereldkampioenschappen boksen in 2018.

## Erelijst

### Olympische Spelen
- 2024 in Parijs, Frankrijk (–75 kg)
- 2020 in Tokio, Japan (–75 kg)
- 2016 in Rio de Janeiro, Brazilië (–75 kg)

### Wereldkampioenschappen
- 2018 in New Delhi, India (–75 kg)
- 2014 in Edmonton, Canada (–75 kg)
- 2023 in New Delhi, India (–75 kg)

### Aziatische Spelen
- 2022 in Hangzhou, China (–75 kg)
- 2014 in Incheon, Zuid-Korea (–75 kg)

2012: Claressa Shields ·
2016: Claressa Shields ·
2020: Lauren Price ·
2024: Li Qian